# Мундет (станция метро)
Мундет (кат. Mundet) — станция Барселонского метрополитена, расположенная на линии 3. Открытие станции состоялось 21 сентября 2001 года в составе участка "Монбау" - "Каньелес". Станция расположена в районе Монбау округа Орта-Гинардо Барселоны. 

## Вестибюль

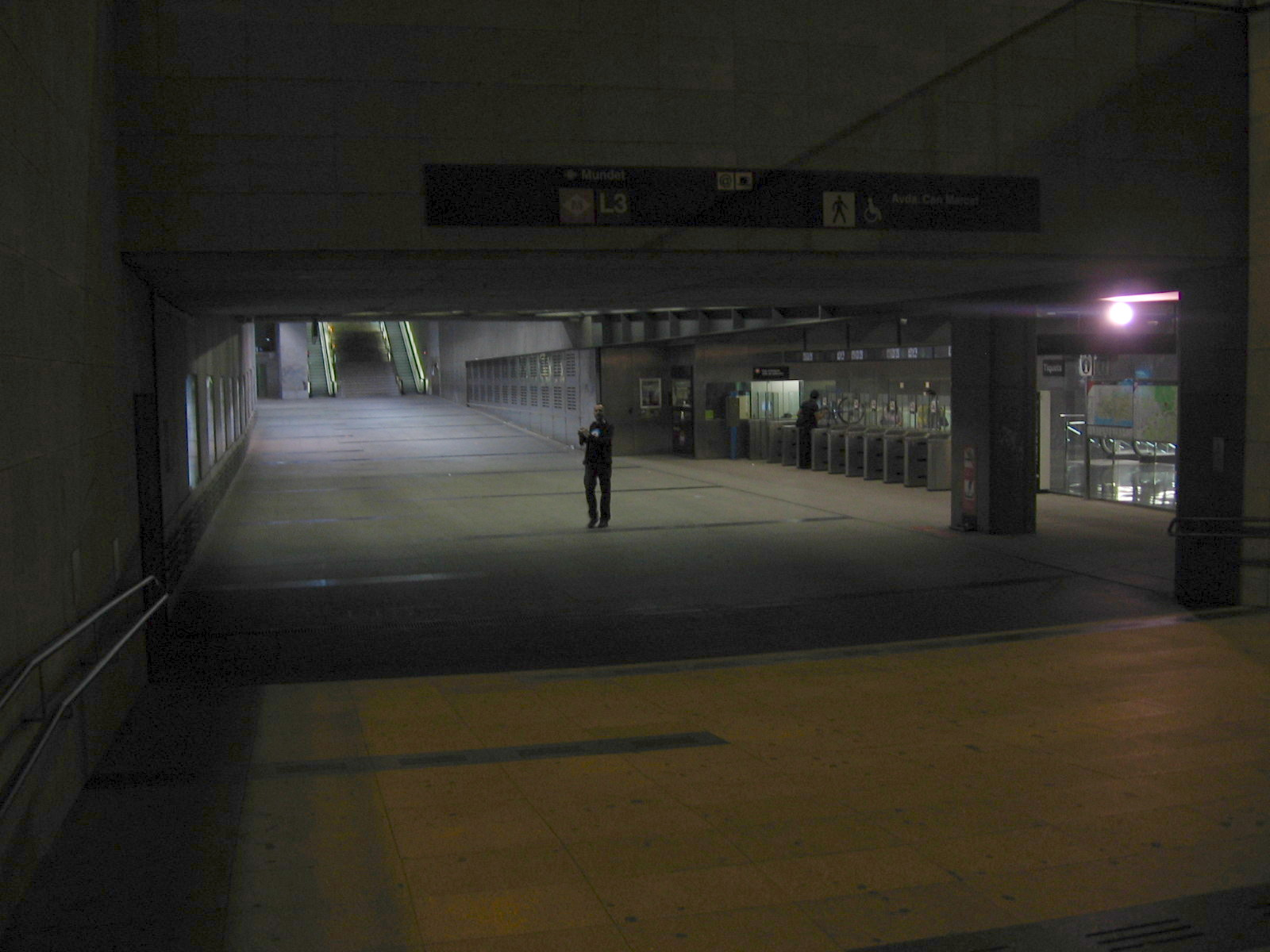
Вестибюль станции, 2005 год

Единственный вестибюль станции, расположенный прямо под магистралью Ронда де Дальт (кат. Ronda de Dalt), имеет два выхода в город, по южную и по северную стороны магистрали соответственно. В нишах несущей стены вестибюля развешены подсвечиваемые плакаты, изображающие студентов Барселонского университета.

Плакаты в вестибюле станции, посвящённые студентам
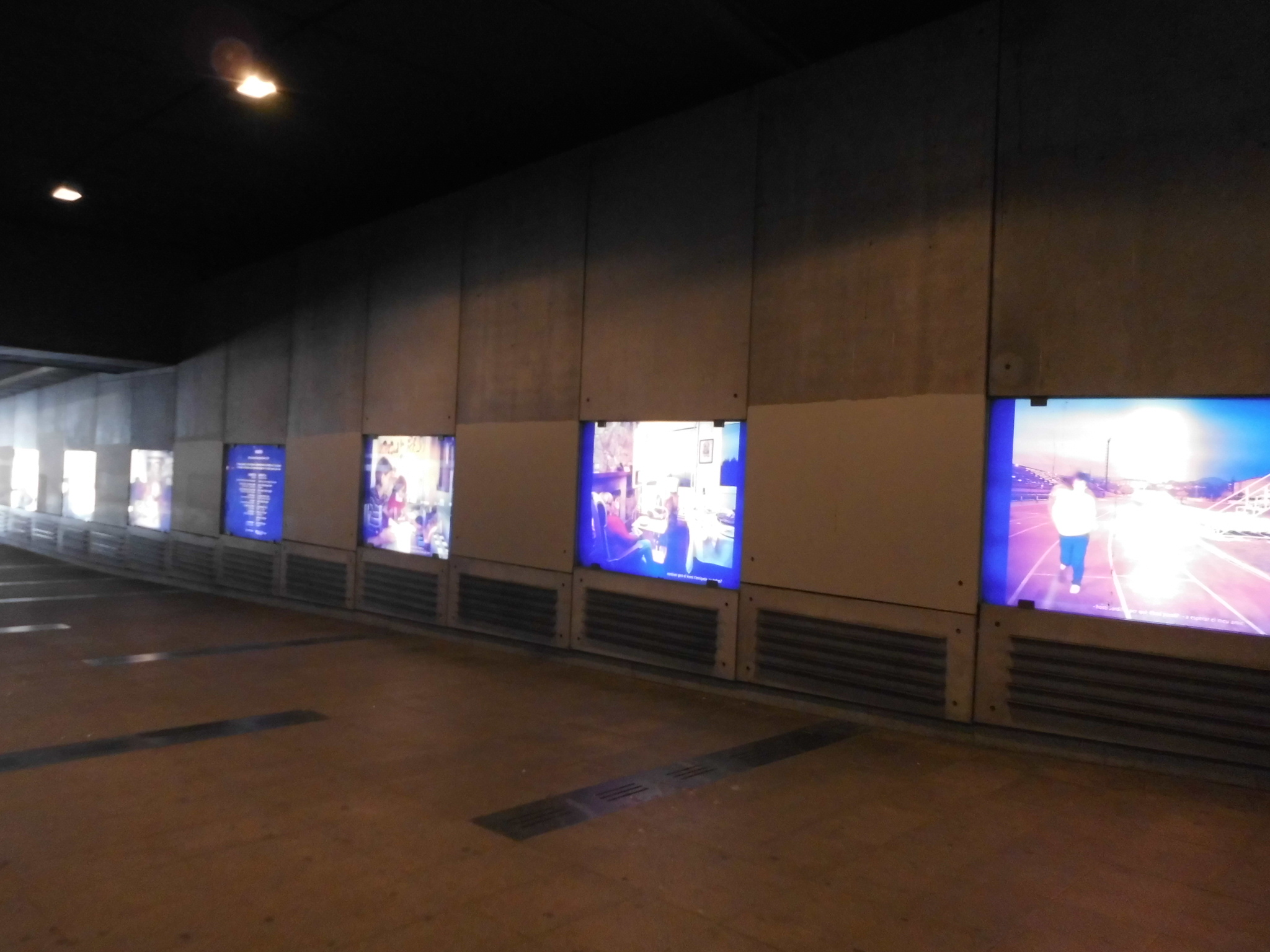
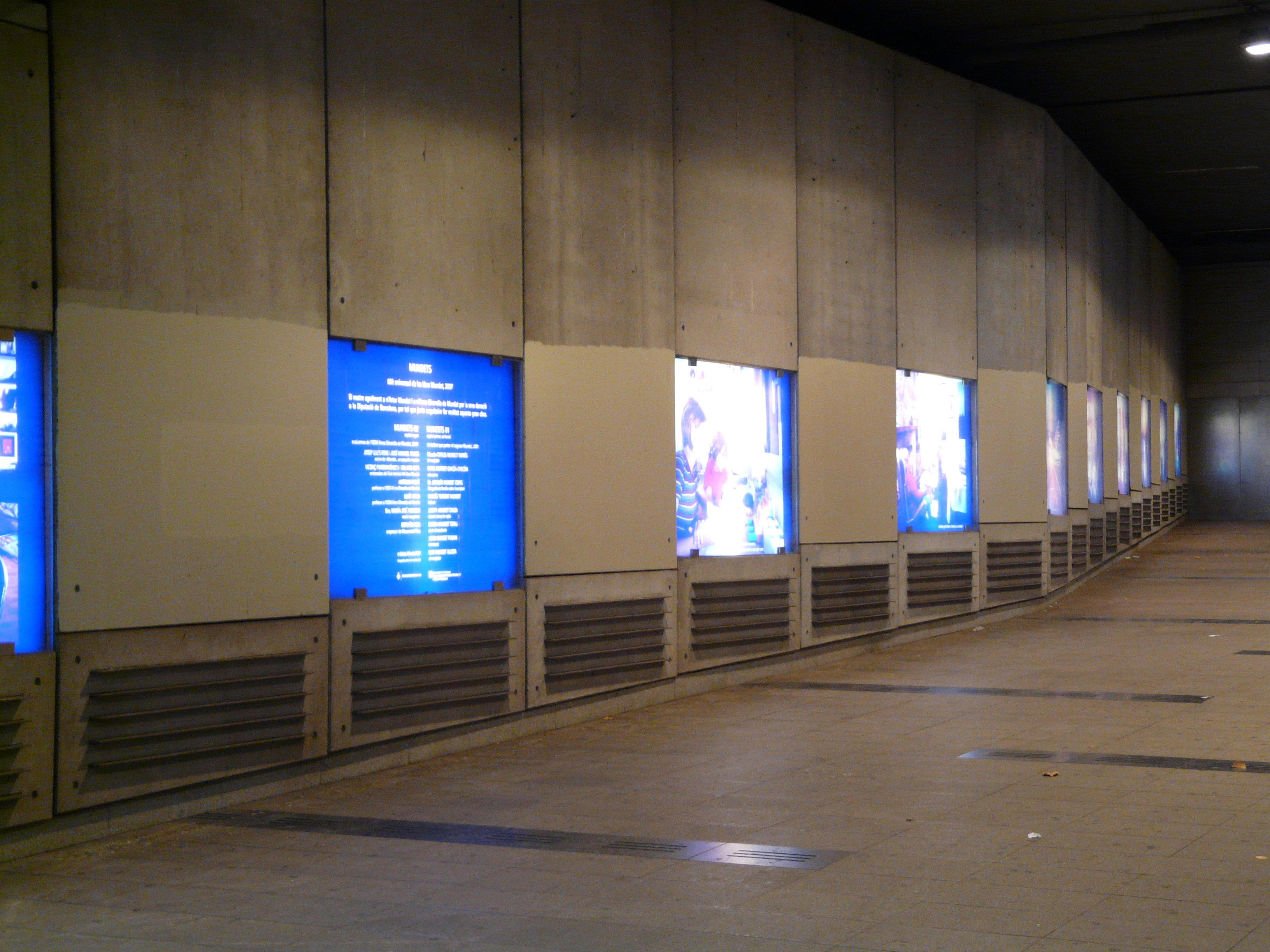
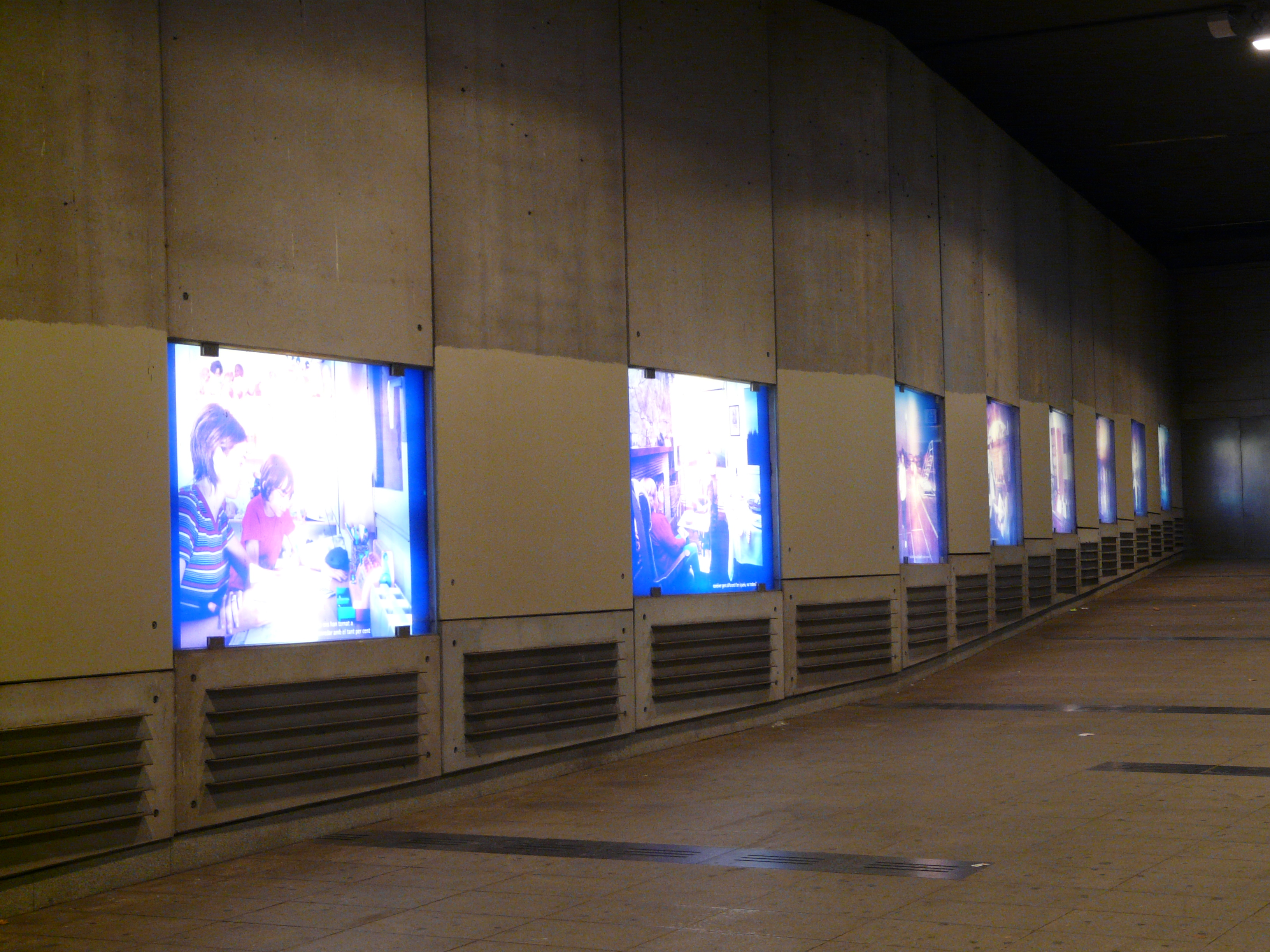

#### На северную сторону
Выход на северную сторону выводит к проспекту Валь д'Эброн (кат. Passeig de la Vall d'Hebron), который в районе станции является дублёром магистрали, а также к Психологическому и Педагогическому факультетам Барселонского университета.

#### На южную сторону
Выход на южную сторону выводит к проспекту Кан Марсет (кат. Avinguda de Can Marcet), улице Аркитекте Мурагас (кат. Carrer de l'Arquitecte Moragas), а также Факультету гостиничного дела, туризма и гастрономии Барселонского университета.

## Платформа
Платформа станции островная, длиной 100 метров и шириной в 8 метров.